# Protestas agrícolas en Francia de 2024
Las protestas de los agricultores franceses de 2024 son una serie de protestas que forman parte de la revuelta agrícola europea, organizadas principalmente por sindicatos agrícolas y asociaciones de apoyo desde el 18 de enero de 2024.  Estos manifestantes franceses se movilizaron a causa de las políticas restrictivas europeas que ponen en peligro a la producción agrícola local y también al estilo de vida de los campesinos, muchas de estas políticas puestas en práctica por la Unión Europea. Algunos de los métodos empleados para manifestarse son el boicot y el bloqueo de vías de tránsito, esta última la más notoria y eficiente. 

## Contexto
El movimiento de los agricultores en Francia es parte de un movimiento más amplio en Europa en enero de 2024, particularmente fuerte en Alemania, los Países Bajos y Rumania. De hecho, el sector agrícola europeo se ve afectado por la multiplicación de eventos climáticos extremos, el aumento de los costos de producción y las consecuencias comerciales de la guerra en Ucrania.
En la Francia metropolitana, el movimiento llega después de un año afectado primero por una sequía hasta mediados de octubre (precedido a su vez por otro año de sequía), seguido de una pluviosidad mucho mayor que el promedio hacia finales de 2023, todo ello mientras que 2022 y 2023 fueron los dos años más cálidos jamás registrados en Francia y en el mundo. El movimiento también surge después de un año 2023 socialmente agitado, en parte en torno a la cuestión de la lucha contra el cambio climático y la inflación desde 2021, lo que se tradujo entre otras cosas en el masivo movimiento social contra la reforma de las pensiones, una movilización contra los megatrigos en paralelo, y disturbios consecutivos a la muerte de Nahel Merzouk durante el verano.
Las disparidades salariales en la profesión son muy marcadas. El ingreso neto promedio de un agricultor es de más de 2000 euros al mes, mientras que el salario mediano es de solo 1 035 euros al mes por 70 horas de trabajo por semana. Estas diferencias están fuertemente relacionadas con el tipo de práctica agrícola, con el ingreso mediano anual que va desde los 18 420 euros en la cría de ganado bovino para carne hasta los 26 740 euros para la horticultura y el cultivo de hortalizas (estos últimos mezclando los ingresos agrícolas con ingresos adicionales). El índice de pobreza observado también varía mucho, desde el 13,4 % en la viticultura hasta el 25,1 % en los criadores de ganado bovino para carne. Las medidas, incluidas las de las leyes Egalim, son eludidas por la gran distribución y por los industriales de la agroalimentación.

## Protestas

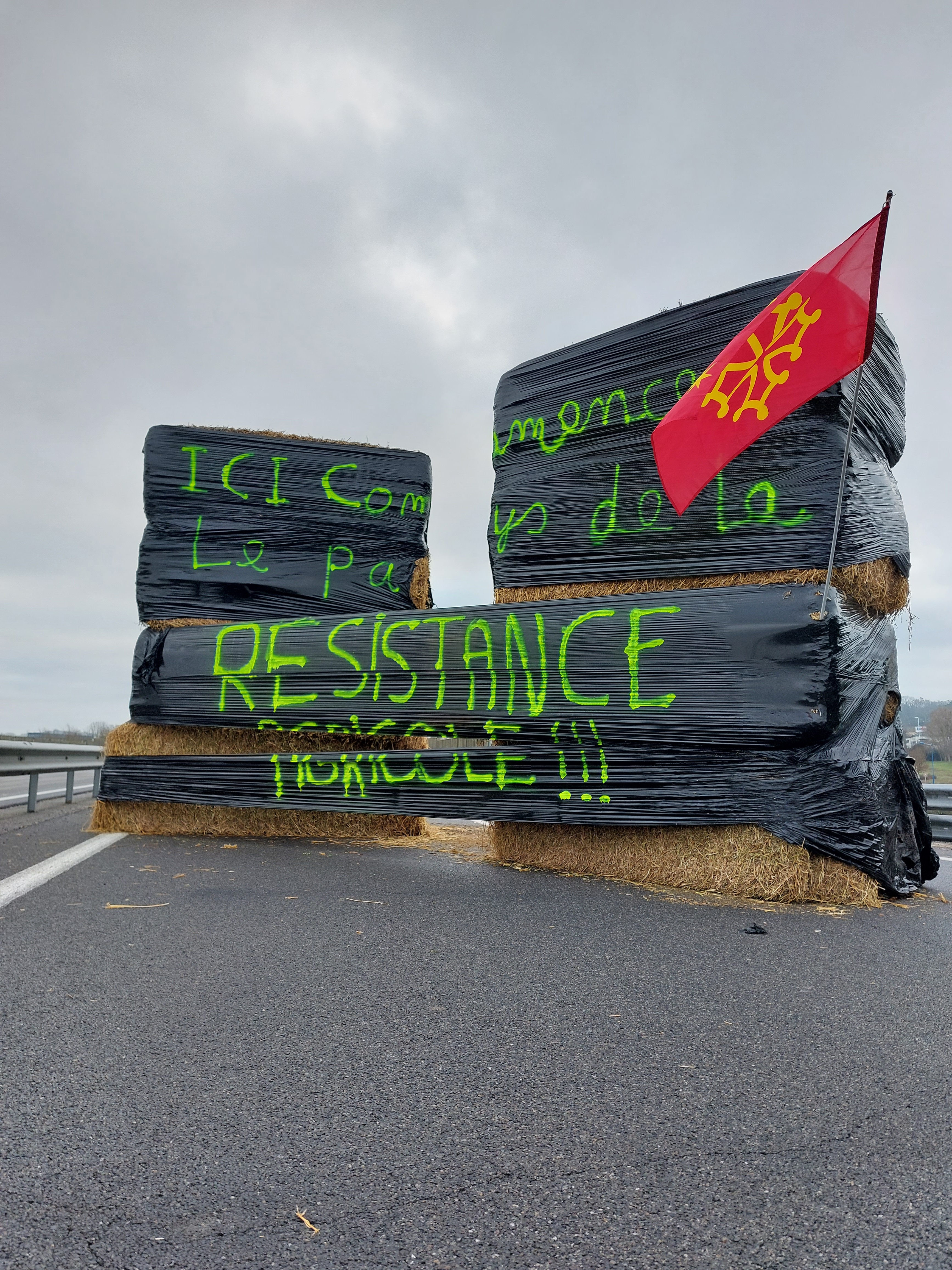
Bloqueos de carreteras en Occitania (en esta imagen: en la carretera nacional N124 entre Toulouse y Auch).

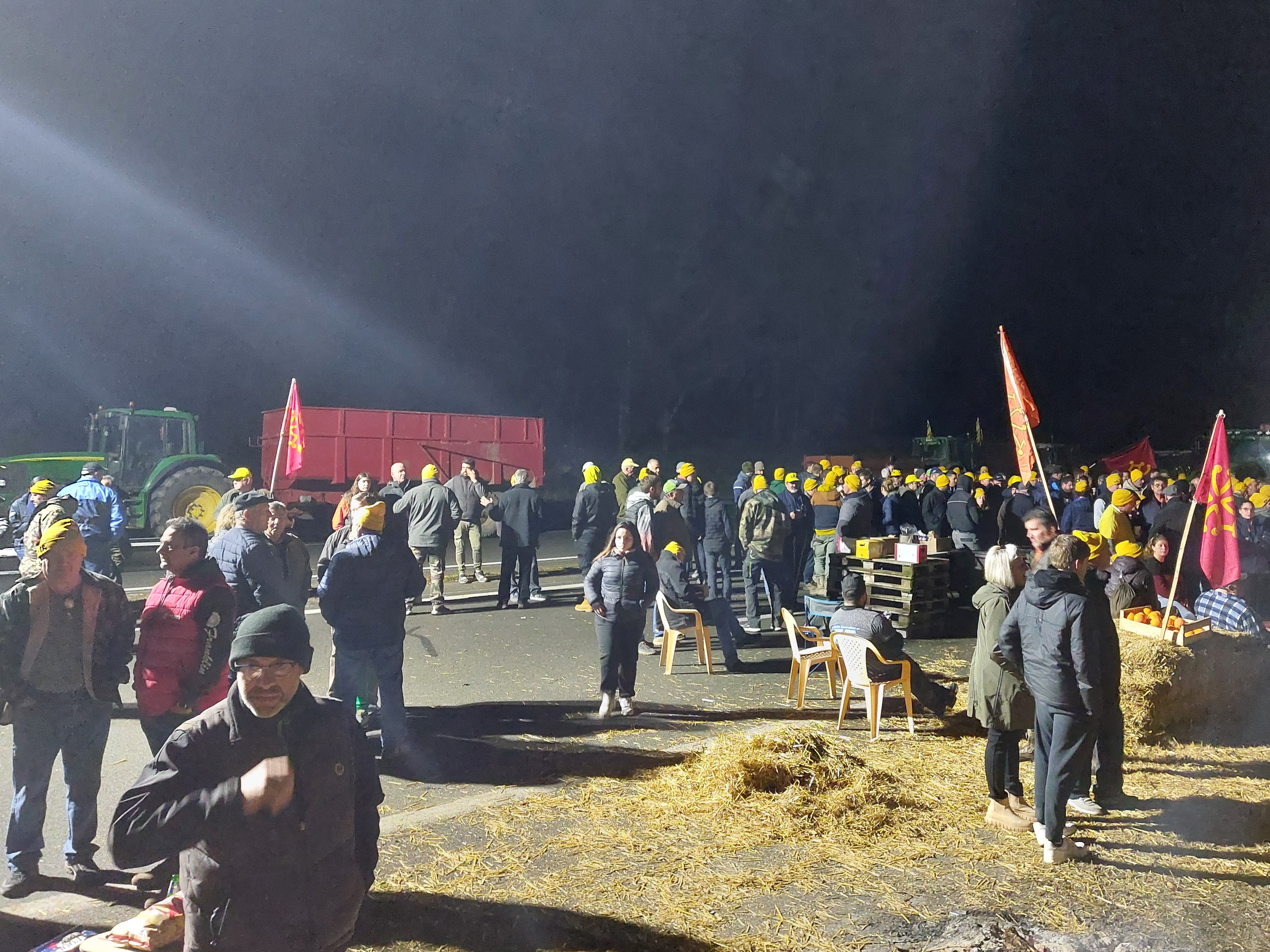
Campesinos occitanos de la Coordinación rural bloqueando en Agén la autopista Burdeos-Toulouse el 24 de enero de 2024

Desde octubre de 2023 en Occitania, los sindicatos agrícolas están llevando a cabo acciones pacíficas, por ejemplo volteándo al revés los señales de las entradas de ciudades y pueblos. Esta acción denominada "On marche sur la tête" (Caminamos sobre la cabeza) se sigue luego en otras regiones francesas.
Las protestas organizadas comenzaron en Occitania,    motivados por la iniciativa de los campesinos alemanes, primero con una manifestación en Toulouse el 16 de enero, que no tuvo ninguna repercusión. Entonces, los agricultores occitanos, dirigidos por Jérôme Bayle, decidieron bloquear la autopista A64 Toulouse-Tarbes el 18 de enero.    El movimiento ha dañado propiedades, incluidos edificios gubernamentales. Así, la explosión de un edificio de la Dirección Regional del Medio Ambiente en Carcasona la noche del 18 al 19 de enero fue reivindicada por el Comité regional de acción vitícola (CAV), un grupo radical occitano de productores de vino. 
Eventuálmente, camioneros, obreros y simples civiles simpatizantes se unieron a la iniciativa de los agricultores. Apoyaron a estos en una gran cantidad de manifestaciones, y estos atacaron a otros camiones mercantes de origen español, bajo la excusa de que estos amenazan a la producción local.
El 23 de enero, y mientras que en ese día el movimiento se extendió a otras regiones de Francia, una granjera occitana de 37 años de Ariège y su hija murieron después de que un coche chocara contra un control de carretera donde se encontraban. Su marido resultó gravemente herido.  

## Respuesta popular y gubernamental
El 26 de enero de 2024, en respuesta a las protestas, el Primer Ministro Gabriel Attal se fue a Occitania para decir que el gobierno desechó las reducciones propuestas en los subsidios gubernamentales al diésel agrícola y tomaría otras medidas para reducir las cargas financieras y burocráticas para los agricultores. Pero si Jérôme Bayle pidió entonces el levantamiento del bloqueo en la autopista A64 Toulouse-Tarbes, hay protestas que persistieron.
Las carreteras y autopistas principales de muchas regiones de Francia se vieron entonces afectadas debido a esta gran movilización. Sin embargo, esto provocó muchos daños materiales, debido a que se atacaron a puestos, camiones extranjeros y carteles. 
El 29 de enero, los agricultores empezaron a querer intentar bloquear París. Así, el 31 de enero, algunos activistas occitanos de la Coordinación rural de Agén (Karine Duc y José Pérez) lograron llegar en Rungis (el mayor mercado de mayoristas de toda Europa cerca de París), pero fueron arrestados por la policía.
Después de los nuevos anuncios de Gabriel Attal el 1 de febrero, varios sindicatos campesinos importantes como la FNSEA hicieron un llamamiento a los manifestantes para suspender el bloqueo de vías de transporte y recurrir a otras formas de protesta más pacíficas y que no provoquen tantos daños materiales. 

## Acto II contra el tratado UE-Mercosur (noviembre)

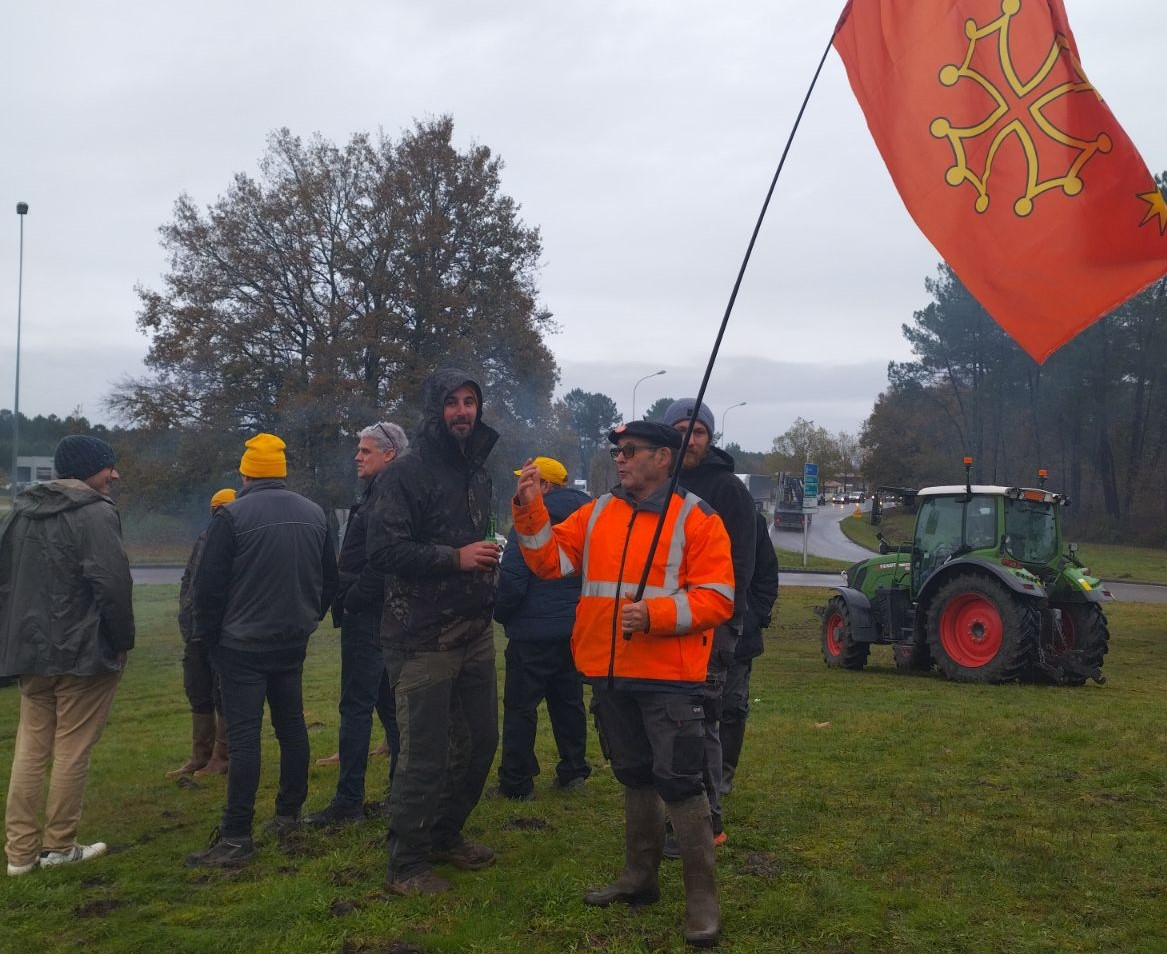
Acto II contra el tratado UE-Mercosur

En noviembre, se reanuda el movimiento para disuadir al gobierno francés de adherirse al acuerdo de libre comercio entre la Unión Europea y el Mercosur.